# 魔鬼武器
《魔鬼武器》（英語：Fortress）是一部1992年澳大利亞和美國合拍的科幻動作片，由史都華·戈登執導，特洛伊·奈格博斯（Troy Neighbors）和史蒂文·范伯格（Steven Feinberg）編劇，克里斯多夫·藍伯特主演。講述在反烏托邦的未來世界，主角約翰·亨利·布蘭尼克（John Henry Brennick，藍伯特飾演）和妻子違反嚴格的獨生子女政策、打算生育第二胎，兩人都被送進戒備森嚴的高科技監獄中。
電影1993年1月21日在澳大利亞上映，美國於1993年9月3日上映。《魔鬼武器》在影評界評價褒貶不一，但票房成功。續集《魔鬼武器2》於2000年錄影帶首映發行。

## 劇情
2017年，前陸軍軍官約翰·亨利·布蘭尼克和他的妻子凱倫試圖越過美加邊界前往溫哥華生第二胎。即使他們第一個孩子死胎，但嚴格的獨生子女政策禁止第二次懷孕，所以凱倫穿著一件磁性背心來欺騙安全掃描儀。一名警衛注意到並發出警報。
凱倫逃走後，約翰被逮並遭判處31年監禁，關押在由蒙泰（Men-Tel）公司經營的私人高戒備科技監獄「堡壘」（Fortress）。為了維持紀律，所有囚犯都被植入了名為「腸道菌」（Intestinators）的裝置，以透過中央控制來觸發其身體懲罰和精神入侵，造成劇烈的疼痛或死亡。該監獄由負責監管「澤德-10」（Zed-10，監控日常的智能電腦）的主管坡共同管理。監獄位於沙漠中部的地下，位於一個深坑內，只能透過伸縮橋梁穿過，而囚犯則被關押在由雷射牆圍困的擁擠的牢房中。
約翰和囚犯亞伯拉罕一起被監禁，亞伯拉罕是一名模範囚犯，他是坡的僕人，正在等待假釋；和布蘭尼克同居的還有機器和爆破專家D日、試圖敲詐約翰的史蒂格斯，以及同批新囚犯尼諾·戈麥斯。約翰得知他的妻子被抓獲並與他未出生的孩子被關在女囚區，且他的孩子因非法而歸蒙泰所有。史蒂格斯的朋友麥多斯恐嚇約翰，兩人捲入了一場鬥毆；約翰拒絕聽從坡的指示殺死麥多斯，讓麥多斯隨即遭安全砲塔射殺。約翰設法拿走了麥多斯體內掉出的腸道菌並將其交給D日，然後他被帶走接受大腦清除程序作為懲罰。
痴迷於凱倫的坡告訴她，如果她和他住在一起，他會好好對待約翰，並將他從心靈清除室中釋放出來。她為了約翰而接受，並搬到坡的房裡。坡被揭示為一個半生化人，由蒙泰的儀器控制強化自身，得以一個月不吃不喝。四個月後，懷有身孕的凱倫設法使用她對坡宿舍裡監獄電腦的訪問權，幫助約翰從精神崩潰狀態中恢復過來。凱倫偷了一張全息圖，把它交給亞伯拉罕再給約翰。D日得知腸道菌是帶有磁力，並以此將約翰等人體內的裝置取出。
約翰等人在工地將他們的腸道菌放入通風管並進行爭吵，導致澤德觸發裝置並炸開通風管以準備逃脫。坡立即在管道中噴發蒸汽並派出配備火焰噴射器和機槍的智能複製生化士兵「強襲人」（Strike Clones）。史蒂格斯降並被槍殺，但其他人殺死了一名強襲人，約翰偷走了其武器並用來殺死了剩餘的強襲人。
凱倫偷東西的行徑被坡發現，坡企圖將她的孩子剖腹產，成和蒙泰其他孩子一樣的為生化人。亞伯拉罕和凱倫反抗，但不敵對方，亞伯拉罕被坡掐死。劫持其中一個砲塔並將其用作電梯，約翰、D日和戈麥斯前往澤德的控制室。約翰將坡當作人質並命令他釋放凱倫。坡下達命令，但澤德拒絕並指出蒙泰在人質局面下不參與任何談判，接著派出一個砲塔將坡炸成碎片。D日從控制室入侵澤德並寫入一個強大的電腦病毒；直到他被槍殺前設法觸發病毒，導致整個系統崩潰和所有自動化安全措施失敗，從而放跑所有的囚犯。約翰和戈麥斯救了凱倫，劫持了一輛卡車，他們逃到了墨西哥，在那凱倫在一處廢棄的穀倉中分娩並生下了她和約翰的孩子。

### 原版結局
《魔鬼武器》的原版結局從電影的某些版本中保留。約翰一行人到達墨西哥後並在一處廢棄的穀倉中分娩，此時澤德電腦設法與卡車建立遠程連結，覆蓋其內部控制。卡車突然啟動自動駕駛，撞死了戈麥斯。約翰使用強襲人機槍射擊卡車，然後他用火焰噴射器附件將其點燃。卡車撞到穀倉裡、爆炸。約翰爬進燃燒的廢墟，發現他的妻子坐在一輛舊拖拉機上，抱著她剛出生的嬰兒。

## 演員
- 克里斯多夫·藍伯特飾演約翰·亨利·布蘭尼克（John Henry Brennick）
- 寇特伍德·史密斯（英语：Kurtwood Smith）飾演坡（Poe）
- 羅琳·洛克林（英语：Loryn Locklin）飾演凱倫·B·布蘭尼克（Karen B. Brennick）
- 林肯·吉爾帕特里克（英语：Lincoln Kilpatrick）飾演亞伯拉罕（Abraham）
- 傑佛瑞·康布斯飾演D日（D-Day）
- 湯姆·托爾斯（英语：Tom Towles）飾演史蒂格斯（Stiggs）
- 維儂·威爾斯（英语：Vernon Wells (actor)）飾演麥多斯（Maddox）
- 小克利夫頓·柯林斯飾演尼諾·戈麥斯（Nino Gomez）

## 外部連結
- 互联网电影数据库（IMDb）上《魔鬼武器》的资料（英文）
- 爛番茄上《魔鬼武器》的資料（英文）
- Box Office Mojo上《魔鬼武器》的資料（英文）
- AllMovie上《魔鬼武器》的资料（英文）
- Fortress （页面存档备份，存于） at Oz Movies